# 2006年トリノオリンピックのルクセンブルク選手団
2006年トリノオリンピックのルクセンブルク選手団（2006ねんトリノオリンピックのルクセンブルクせんしゅだん）は、2006年2月10日から2月26日までイタリアのトリノで開催された2006年トリノオリンピックのルクセンブルク選手団、およびその競技結果。

## 概要
今大会はフィギュアスケート女子シングルにフルール・マクスウェル1名のみ参加した。ルクセンブルクの冬季オリンピック参加は1998年長野オリンピック以来2大会ぶりとなった。

## フィギュアスケート
| 選手名                 | 種目         | SP    | SP   | FS    | FS   | 総合   | 総合 |
| 選手名                 | 種目         | 得点  | 順位 | 得点  | 順位 | 得点   | 順位 |
| ---------------------- | ------------ | ----- | ---- | ----- | ---- | ------ | ---- |
| フルール・マクスウェル | 女子シングル | 44.53 | 21   | 65.04 | 24   | 109.57 | 24   |